# Nuovo martire
Il titolo di nuovo martire o neomartire (in greco νεο, neo, cioè nuovo; e μάρτυς, martys, testimone) della Chiesa ortodossa dapprima fu impiegato per quei martiri morti sotto governi eretici (i martiri vecchi erano stati uccisi dai pagani) e successivamente fu esteso alle vittime di persecuzioni sotto l'Islam e varie dittature moderne, particolarmente comuniste, che hanno sposato l'ateismo militante. Ufficialmente, l'era dei nuovi martiri comincia con la caduta di Costantinopoli nel 1453. Fra quelli commemorati ci sono non solo coloro che hanno perso la vita nel martirio, ma anche coloro che sono considerati confessori dalla fede ortodossa.

## Nuovi martiri sotto gli Ottomani
Nella Chiesa Ortodossa la terza domenica dopo Pentecoste è la "Commemorazione di Tutti i Nuovi Martiri del Giogo Turco".
- Ahmed il Difensore
- Constantino Hagarit
- Demetrio il Neomartire
- Atanasio il Neomartire
- Giovanni il Nuovo di Suceava
- Giovanni Calphas[1]
- Akylina di Chalkidike
- Anthimos il Georgiano
- Boris il Pomak
- Chrestos l'Albanese
- Crisostomo di Smirne
- Constantin Brâncoveanu
- Cirillo VI di Costantinopoli
- Demetrios Doukas
- Demetrio di Filadefia
- Giorgio di Giannina
- Gregorio V di Costantinopoli
- Hasan (Giorgio di Giannina)
- Giovanni di Giannina
- Cosma d'Etolia
- Macario il Monaco
- Michael Mavroudis
- Panteleimon Dousa
- Paolo il Russo
- Filotea
- Teodoro di Komogovina
- Thomas Paschidis
- Zlata di Meglen
- Gabriele I di Pec
- Giorgio il Nuovo
- Teodoro di Vršac
- Paisio e Abacuc
- Paolo di Costantinopoli, 6/19 aprile 1683[2]

## Nuovi martiri sotto il comunismo
Nella chiesa ortodossa russa, la domenica più vicina al 25 gennaio (il 7 febbraio sul calendario gregoriano) è la "Domenica dei Santi Nuovi Martiri e Confessori della Russia." La data del 25 gennaio è stata scelta perché in quella data del 1918 si commemora il martirio di san Vladimir (Bogoiavlensikii), Metropolita di Kiev, considerato il "protomartire del giogo comunista in Russia".
- Nicola II di Russia con tutta la sua famiglia e la sua servitù
- Elisabetta Fëdorovna
- sorella Barbara
- Dr. Evgenij Botkin
- Ivan di Carskoe Selo
- Ekaterina Šnejder
- Anastasija Gendrikova
- Patriarca Tichon, 1925 (confessore)
- Metropolita Giuseppe, 1938[3]
- Metropolita Vladimiro di Kiev[4]
- Metropolita Beniamino di San Pietroburgo
- Vescovo Basilio di Kinešma, 29 luglio/11 agosto 1945[5]
- Vescovo Demitrio di Gdov[6]
- Vescovo Arcadio, 1938[7]
- Vescovo Massimo di Serpuchov, 23 giugno/6 luglio 1931[8]
- Arciprete Ivan Vostorgov[9]
- Fra' Nicola Zagorovskij, 1943 (confessore)[10]
- Serafim Čičagov
- Arciprete Makarij Kvitkin[11]
- Padre Pavel Florenskij
- Veniamin Kazanskij
- Nikodim di Solovki[12]
- Lidija[13]
- Maria di Gačina, c. 1930[14]

## Nuovi martiri serbi
La festa di "Tutti i Nuovi Martiri di Serbia" si celebrata il 15 giugno (28 giugno del calendario gregoriano).
- Gran Martire Lazzaro, 1389
- Gorazd Pavlik, 1942
- Platon Jovanović
- Sava Trlajić
- Petar Zimonjić
- Vukašin di Klepci
- Rafailo Momcilović
- Đorđe Bogić
- Joanikije del Montenegro

## Nuovi martiri della Rivolta dei Boxer
L'11 giugno (il 24 nel calendario gregoriano) si celebra la festa dei "Nuovi Martiri della Cina Durante la Rivolta dei Boxer"
- Ia il Maestro
- Santi Martiri della Cina

## Altri nuovi martiri
- Maksym Sandowicz, 24 agosto/6 settembre 1914[15]
- Alexander Schmorell, 1943